# 原寧々
原 寧々（はら ねね、2011年〈平成23年〉2月28日 - ）は日本の子役。
福岡県出身。東宝芸能所属。第9回「東宝シンデレラ」オーディションファイナリスト。

## 人物
- 趣味・特技 - マット運動、ウォーキング、筋肉トレーニング、習字。

## 出演

### ドラマ
- 民王R 第5話（2024年11月19日、テレビ朝日）- ゆかり 役[2]

### テレビ番組
- おはスタ（2024年4月1日 - 、テレビ東京）- おはキッズ[3]